# 何孟勳
何孟勳（ホ・メースン）は、台湾のソフトテニス選手。

## 来歴
台湾体育学院ー屏東教育大学

## 四大国際大会戦績
- 2011世界選手権　ミックスダブルスベスト８[1]（鄭竹玲・何孟勳）　国別対抗団体戦銅メダル
- 2012アジア選手権　ダブルス金メダル(賴立煌・何孟勳）　国別対抗銅メダル[2]
- 2014アジア競技大会　ダブルス銅メダル(賴立煌・何孟勳）　国別対抗銅メダル[3][4]